# Victor Wembanyama
Cet article possède un paronyme, voir Wembo-Nyama.
Victor Wembanyama, né le 4 janvier 2004 au Chesnay (Yvelines), est un joueur international français de basket-ball évoluant aux postes d'ailier fort et de pivot pour les Spurs de San Antonio en National Basketball Association (NBA). Mesurant 2,22 mètres, il est avec Zach Edey l'un des joueurs les plus grands évoluant en NBA.
Victor Wembanyama commence sa carrière professionnelle avec le club de Nanterre 92 dans le championnat Élite en 2019, à 15 ans. Deux ans plus tard, il rejoint l'ASVEL Lyon-Villeurbanne et remporte le titre de Pro A lors de son unique saison dans ce club. Il signe ensuite avec les Metropolitans 92 pour la saison 2022-2023, et devient le plus jeune joueur à remporter les distinctions de MVP et de meilleur défenseur d'Élite tout en menant la ligue en termes de points, de rebonds et de contres. Il est par ailleurs nommé deux fois All-Star de la LNB, remportant une fois le titre de MVP du All-Star Game et trois fois celui de meilleur espoir.
En juin 2023, Wembanyama est sélectionné comme choix numéro un de la draft NBA, une première pour un Français. Au terme de sa première saison, où il finit notamment meilleur contreur de la ligue, il obtient de façon unanime la distinction de Rookie of the Year.
Victor Wembanyama est également international français. En catégories jeunes, il a mené son équipe vers deux médailles d'argent, notamment lors de la Coupe du monde des moins de 19 ans en 2021, où il a établi le record FIBA de contres par match dans un seul tournoi. En 2024, il est médaillé d'argent aux Jeux olympiques à Paris.

## Biographie

### Jeunesse
Victor Wembanyama grandit dans un environnement sportif : son père, Félix (2,01 m), originaire de la république démocratique du Congo, est sauteur en longueur et triple-sauteur (records respectifs à 7,41 m et 15,56 m) tandis que sa mère, Élodie de Fautereau,(1,90 m), et ses grands-parents maternels Michel et Marie-Christine de Fautereau, sont liés au monde du basket-ball,.
Victor Wembanyama commence le basket-ball à l'âge de 7 ans après avoir pratiqué le football et le judo. Il est le frère d'Ève Wembanyama, basketteuse professionnelle et championne d'Europe U16 en 2017, et d'Oscar Wembanyama, joueur U18 de l'ASVEL Lyon-Villeurbanne.

### Débuts au Chesnay puis à Nanterre (2011-2021)

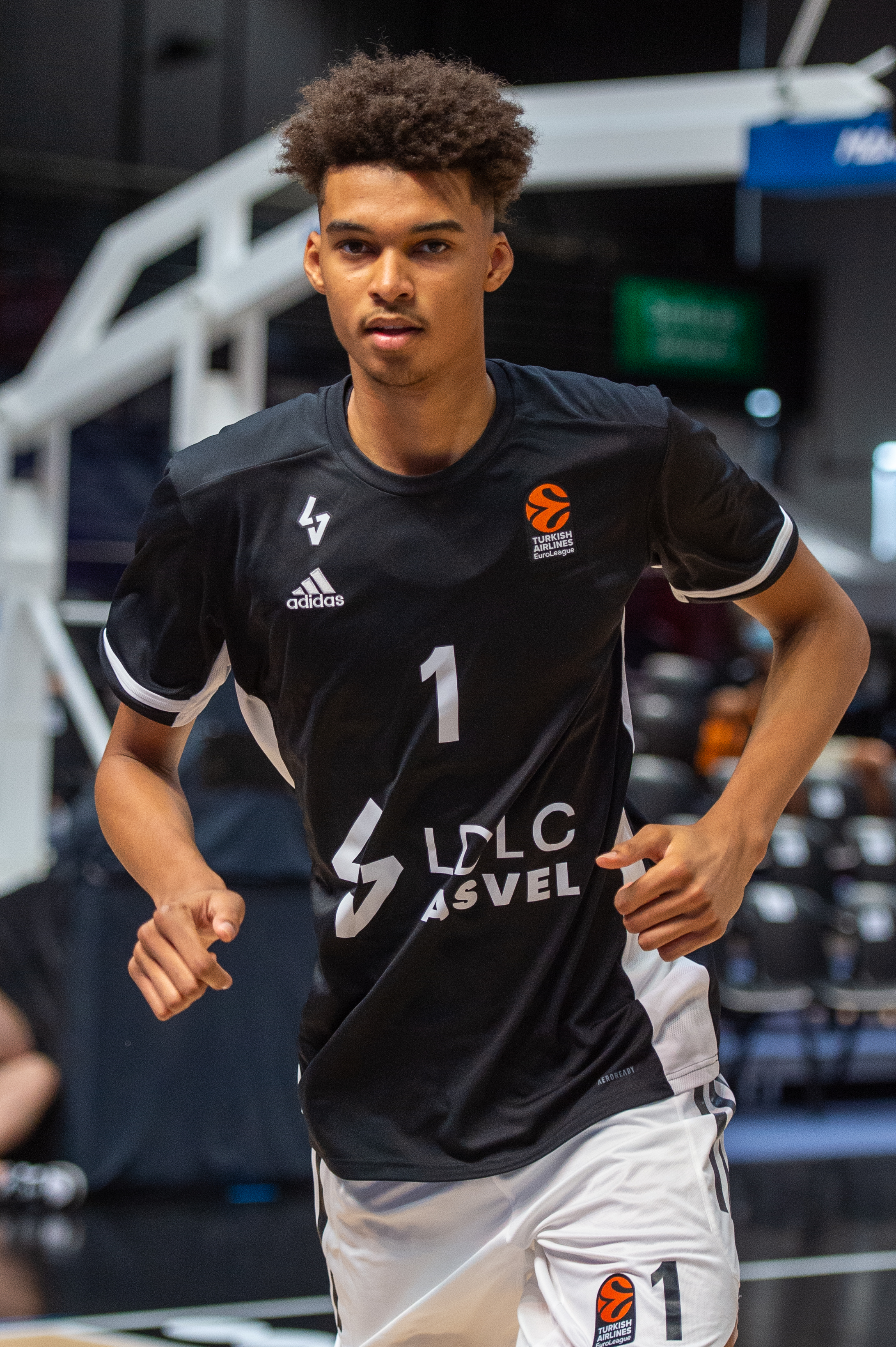
Victor Wembanyama, sous le maillot de l'ASVEL Lyon-Villeurbanne (2021).

Après trois années à l'Entente Le Chesnay Versailles 78 Basket de 2011 à 2014, il arrive au club de Nanterre 92 à l'âge de 10 ans.
Il a passé son adolescence à Nanterre, de 2013 à 2021, entre le lycée Joliot-Curie et la résidence de Chanzy, du Palais des sports Maurice-Thorez, y a  joué un jour  à l'entraînement contre Dominique Malonga, aux alentours de 2016 ou 2017 et a été surclassé en cadet, se montrant attentif aux autres et travailleur, dans un club dont l’équipe fanion était déjà passée de départementale à l’élite
À 11 ans, il mesure 1,91 m, et gagne le mondial mini-basket de Bourbourg avec l'équipe U11 de Nanterre. Au printemps 2017, il remporte le Tournoi Inter-Comités (TIC) U13 avec la sélection des Hauts-de-Seine, en compagnie de Bilal Coulibaly qu'il retrouvera aux Metropolitans 92 lors de la saison 2022-2023 chez les professionnels. Il gagne le titre de champion de France U15 en 2018.
Il est testé par le club du FC Barcelone à l'âge de 14 ans en marge de la Minicopa del Rey (es) mais choisit finalement de rester fidèle au club de Nanterre, dont il intègre le centre de formation à la fin de sa saison U15.
Avec l'équipe espoir de Nanterre 92, Victor Wembanyama cumule 10,1 points par match. Il est le meilleur contreur du championnat à l'issue de la phase aller (3,1 contres par match).
À la suite de ses bons résultats avec cette équipe espoir de Nanterre 92, l'entraîneur Pascal Donnadieu le convoque, le 26 octobre 2019, pour son premier match avec l'effectif professionnel de Nanterre, à l'occasion de la réception d'Orléans (défaite 63-68). Il n'entre toutefois pas en jeu. Le 29 octobre 2019, il entre en jeu à l'occasion de la réception de Brescia (65-73) en EuroCoupe, pendant 31 secondes en fin de rencontre.
Lors de la saison 2020-2021, Victor Wembanyama joue à la fois avec les espoirs de Nanterre 92 et le Centre fédéral. Il est élu meilleur espoir du championnat de France et finit meilleur contreur de la compétition avec 1,9 contre par match. Il est défini par L'Équipe comme un joueur au « toucher et à la mobilité rarissimes » pour sa taille,.

### ASVEL Lyon-Villeurbanne (2021-2022)
Le 29 juin 2021, il signe pour trois saisons avec l'ASVEL Lyon-Villeurbanne. En mai 2022, Victor Wembanyama est de nouveau élu meilleur espoir du championnat de France de première division pour la saison 2021-2022.

### Metropolitans 92 (2022-2023)
En juin 2022, Victor Wembanyama annonce quitter l'ASVEL Lyon-Villeurbanne et rejoint les Metropolitans 92 pour une saison avec une saison supplémentaire en option.
"Prépare toi mon ami. Tu veux jouer encore combien de temps ? Cinq, sept ans ? Si tu veux jouer en NBA avec ce gamin, tu vas devoir être prêt. Ce gamin va poser des problèmes. De gros problèmes. Je n’ai jamais vu ça dans ma vie. Il jouait en France avec mon frère (Kóstas Antetokoúnmpo, N.D.L.R.). Il est plus grand que Rudy Gobert et il peut bloquer des tirs comme Rudy. Mais il peut shooter comme KD (Kevin Durant, N.D.L.R.). C’est fou. C’est fou. Et il a une bonne attitude. S’il reste en bonne santé, il sera vraiment fort."
En octobre 2022, Victor Wembanyama dispute deux rencontres amicales aux États-Unis avec les Metropolitans 92 face à la NBA G League Ignite, une équipe américaine de développement d'espoirs. Lors de la première confrontation, il inscrit 37 points malgré la défaite de son équipe, puis signe deux jours plus tard un double-double avec 36 points et 11 rebonds lors du succès des Metropolitans 92. Les deux rencontres suscitent beaucoup d'intérêt et ses performances lui valent les éloges de plusieurs stars de la National Basketball Association (NBA), dont Giánnis Antetokoúnmpo, LeBron James, Stephen Curry et Kevin Durant,.
Il est considéré comme l'un des deux candidats crédibles pour le premier choix de la draft 2023 de la NBA, avec l'Américain Scoot Henderson,. Preuve de l'intérêt pour Victor Wembanyama aux États-Unis, la NBA achète les droits de retransmission hors-France des matchs des Metropolitans pour la saison 2022-2023. De plus, alors qu'il n'est pas encore un joueur NBA, les réseaux sociaux de la NBA américaine relaient régulièrement les performances de Victor Wembanyama en championnat de France.

Lors de la 8e journée du championnat de première division, il établit un nouveau record personnel en marquant 33 points (10 sur 17 au tir et 10/12 aux lancers francs) dans une victoire face au Limoges Cercle Saint-Pierre. Il prend aussi 12 rebonds, fait 3 contres et délivre 4 passes décisives. En championnat de France, parmi les joueurs de moins de 20 ans, il dépasse ainsi la marque de Tony Parker pour ce qui est des points (32) et égale le record de Clint Capela quant à l'évaluation (41),,. Le 20 novembre, il inscrit 30 points, prend 9 rebonds et effectue 5 contres face à Nanterre 92 en Betclic Élite. 

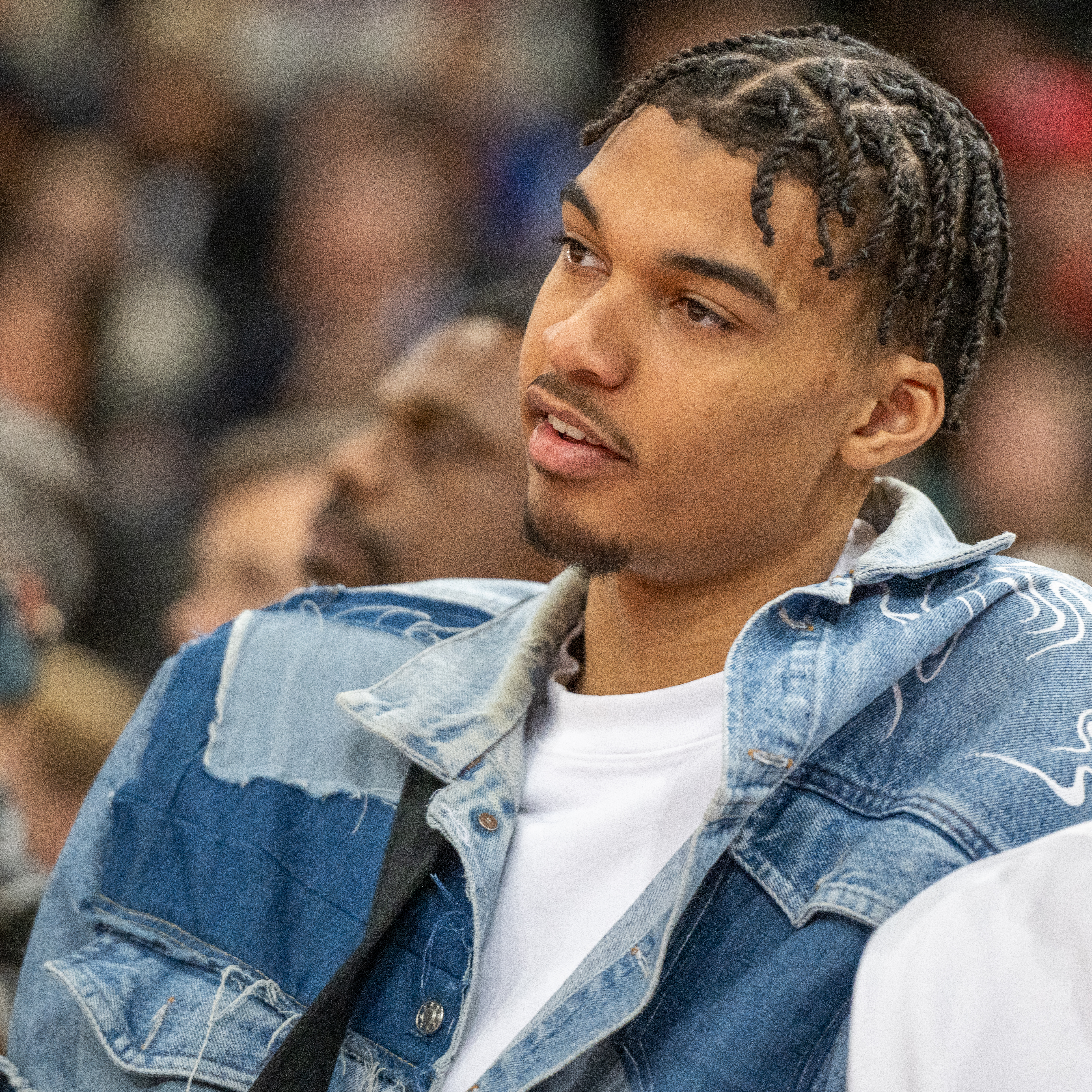
Victor Wembanyama, spectateur du NBA Paris Game opposant les Pistons de Détroit aux Bulls de Chicago (2023).

Dans l'histoire de la division, il devient ainsi le premier joueur de moins de 19 ans à inscrire 30 points ou plus durant deux matchs différents, tous les autres ne l'ayant fait que lors d'une seule rencontre (Antoine Rigaudeau, Alain Digbeu, Tony Parker et Sekou Doumbouya). Le 26 novembre, il marque 30 points en déplacement face au SLUC Nancy. Il s'agit de sa troisième rencontre consécutive à 30 points ou plus, ce qui constitue un record pour un Français dans l'histoire de la LNB. Victor Wembanyama prend aussi 15 rebonds dans la victoire des Metropolitans 92 (78-92).

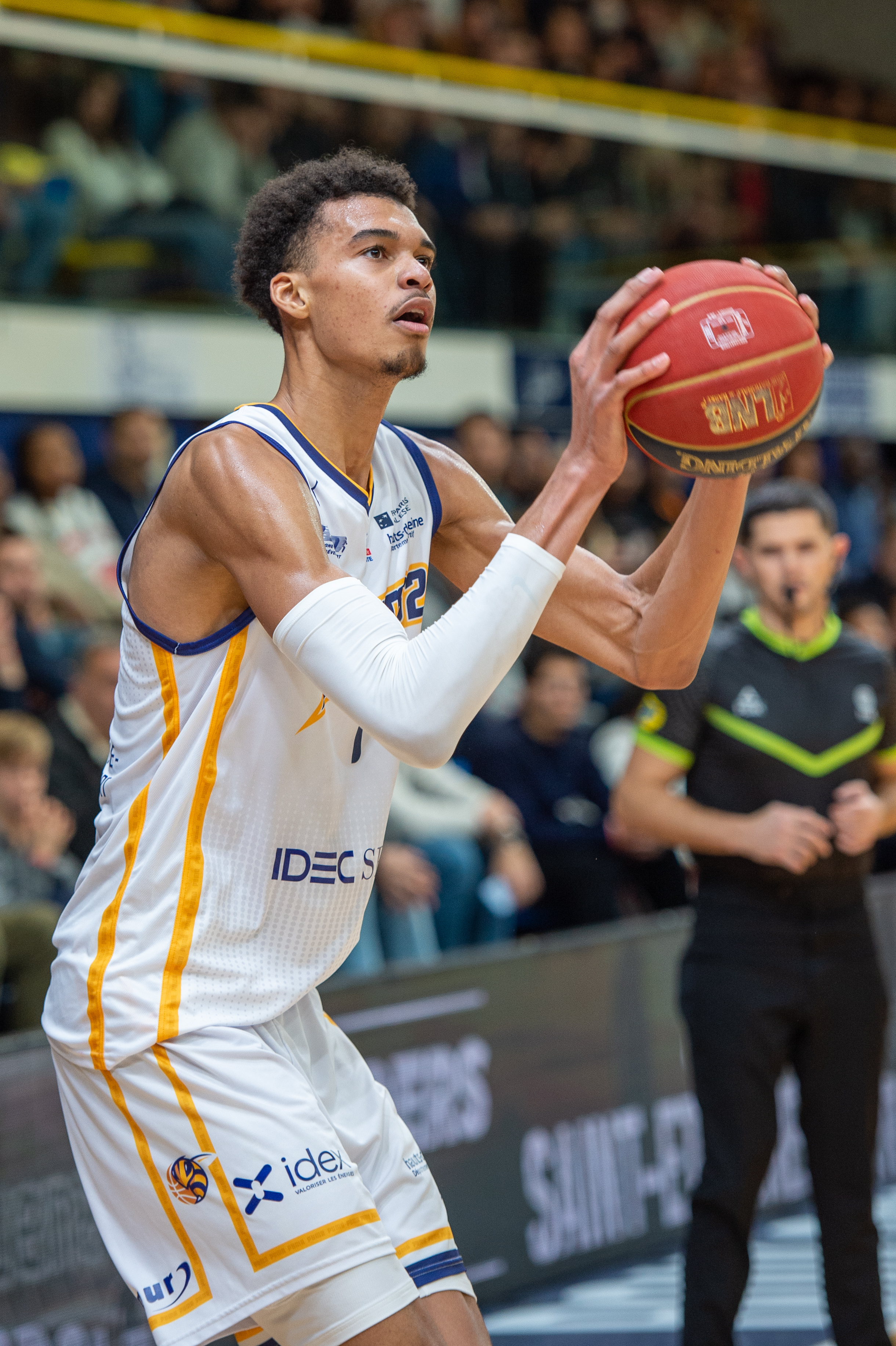
Victor Wembanyama avec les Metropolitans 92 (2022).

Dans une victoire face à Fos Provence Basket, il enchaîne une quatrième rencontre consécutive à plus de trente points (32 points à 12/20 au tir et 3/7 à trois points, 10 rebonds, 4 contres et 3 passes décisives) et devient ainsi le premier joueur à dépasser les 4 rencontres consécutives en première division du championnat de France avec plus de 30 points marqués depuis Mike Jones en 1984. Victor Wembanyama est aussi le troisième joueur de 18 ans ou moins à atteindre les 500 points cumulés en championnat de France (avec Antoine Rigaudeau et Tony Parker),. Il est élu joueur du mois de novembre.
Le 26 décembre, dans une défaite face à la SIG Strasbourg (81-84) durant laquelle il offre une grande performance statistique (26 points, 18 rebonds, 2 passes décisives, 3 contres, 3 interceptions et 37 d'évaluation), il devient officiellement le joueur ayant marqué le plus de points en première division avant ses 19 ans. Avec 618 points inscrits en 49 rencontres, il devance ainsi Tony Parker (530 points en 53 matchs) et surtout Antoine Rigaudeau (605 points en 58 matchs),.
Le 27 janvier 2023, il inscrit à nouveau plus de trente points dans une rencontre de première division. Contre la Chorale Roanne Basket, Victor Wembanyama marque 31 points, prend 14 rebonds, effectue 5 contres et délivre 2 passes décisives pour 32 d'évaluation et -3 de plus-moins dans une défaite des siens de 18 points. À tout juste 19 ans, il assoit davantage encore sa position de leader statistique au niveau des moyennes de points, rebonds, contres et d'évaluation sur l'exercice 2022-2023 de Betclic Élite. Le 28 mars, dans une victoire 89-83 face au Mans Sarthe Basket, il réalise une nouvelle rencontre à plus de 30 d'évaluation. Ce soir-là, il inscrit 26 points (à 9/16 aux tirs dont 4/6 à trois points et 4/4 aux lancers francs), prend 10 rebonds, délivre 2 passes décisives et effectue 3 contres.
Début avril, Victor Wembanyama contribue très largement à la victoire des Metropolitans 92 face à la SIG Strasbourg (93-80). Il marque 29 points (à 11/21 aux tirs, dont 2/5 à trois points, et 5/6 aux lancers francs), capte 16 rebonds et réalise 4 passes décisives pour 33 d'évaluation. C'est sa dixième rencontre de la saison à 30 d'évaluation ou plus alors qu'il reste encore six journées de saison régulière en Betclic Élite. Le 21 avril, il se présente officiellement à la draft 2023 de la NBA où il est attendu comme le premier choix.
À la fin de la saison régulière du championnat de France en mai 2023, il est élu meilleur joueur, défenseur et espoir de la compétition tout en ayant été le meilleur marqueur, rebondeur, contreur et à l'évaluation de celle-ci. Par la même occasion, il devient le plus jeune MVP de l'histoire du championnat de France en devançant Antoine Rigaudeau de quelques jours. Il est aussi le premier joueur à remporter trois titres d'affilée de meilleur espoir de la compétition depuis ceux raflés par Rigaudeau en 1990, 1991 et 1992. La même année, les Metropolitans 92 s'inclinent en finale des playoffs face à l'AS Monaco, troisième meilleure formation de l'EuroLeague. Principalement défendu par John Brown, Victor Wembanyama termine la série avec des moyennes de 16,3 points et 7 rebonds, en dessous de ses moyennes sur la saison (21,6 points et 10,4 rebonds). Il termine toutefois second meilleur marqueur, juste derrière Jordan Loyd élu MVP des finales, ainsi que le meilleur rebondeur, contreur et à l'évaluation.

### Spurs de San Antonio (depuis 2023)

#### Saison 2023-2024: une saison rookie historique
Avant même d'être drafté par une franchise NBA, Victor Wembanyama entre dans le top dix des joueurs de la ligue les plus visionnés sur les réseaux sociaux, avec plus de 350 millions de vues.
Le 22 juin 2023, il est sélectionné en choix numéro un par les Spurs de San Antonio lors de la draft 2023 de la NBA. Il devient, par la même occasion, le premier Français de l'histoire de la NBA à être choisi en première position,. Lui et Bilal Coulibaly (drafté par les Pacers de l'Indiana en 7e position), son coéquipier des Metropolitans 92, deviennent la première paire de joueurs d’un club non-américain à être sélectionnée dans le Top 15 d'une même draft.
Le 8 décembre, face aux Bulls de Chicago, Victor Wembanyama devient le plus jeune joueur à réaliser un double double-double, c'est-à-dire finir la rencontre avec deux catégories statistiques avec plus de 20 unités. Il finit ainsi la rencontre, la 16e défaite consécutive des Spurs de San Antonio, avec 21 points et 20 rebonds. Le 17 décembre 2023, face aux Pelicans de La Nouvelle-Orléans, le Français finit la rencontre en double-double (17 points, 13 rebonds, 4 contres), son huitième d'affilée : ceci constitue un nouveau record dans l'histoire de la NBA pour le nombre de double-doubles consécutifs pour un joueur de moins de 20 ans. Il dépasse désormais Dwight Howard, auteur de 7 double-doubles consécutifs lors de sa première saison avec le Magic d'Orlando en 2005. Le 29 décembre, contre les Trail Blazers de Portland, il inscrit 30 points (à 9/14 aux tirs, dont 2/4 à trois points, et 10/10 aux lancers francs), réalise 7 contres, prend 6 rebonds et délivre 6 passes décisives en 24 minutes. C'est seulement le second rookie de l'histoire de la NBA à enregistrer de telles statistiques dans un match depuis David Robinson en 1990, et le premier joueur de l'histoire de la ligue à les compiler en moins de 30 minutes,.
Le 10 janvier 2024, contre les Pistons de Détroit, Victor Wembanyama réalise son premier triple-double et devient le plus jeune joueur de l'histoire de la NBA à valider un triple-double sans perte de ballon, avec 16 points, 12 rebonds et 10 passes en 21 minutes de jeu. C'est le second triple-double de l'histoire pour un joueur ayant joué moins de 22 minutes. Victor Wembanyama est nommé rookie du mois en janvier 2024 de la Conférence Ouest,.

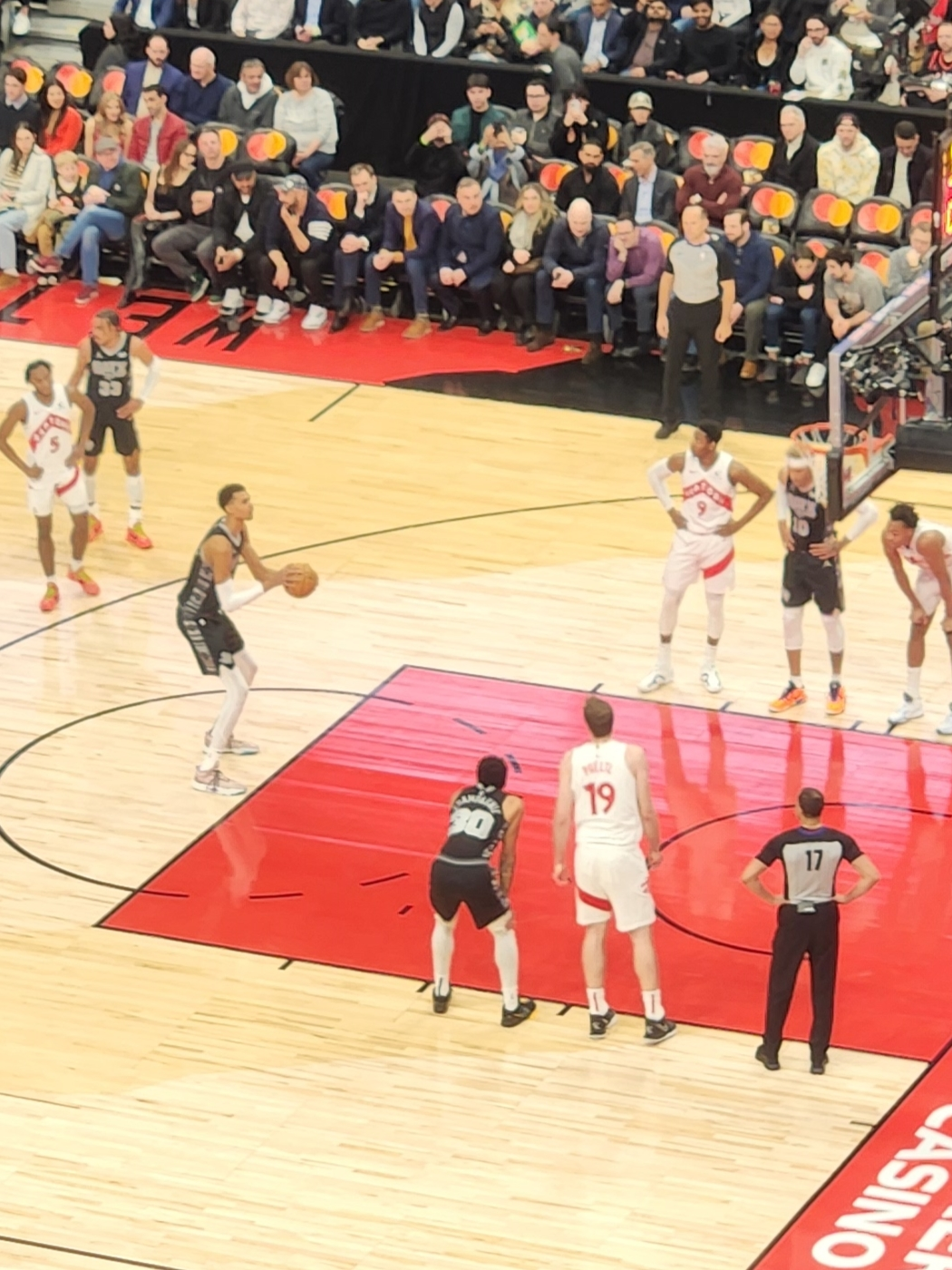
Victor Wembanyama sur la ligne des lancers francs contre les Raptors de Toronto (2024).

Le 12 février, il réalise son deuxième triple-double contre les Raptors de Toronto avec 27 points, 14 rebonds, 10 contres, 5 passes décisives et 2 interceptions en 28 minutes de jeu (à 10/14 aux tirs et 5/6 aux lancers francs),. Il devient le premier rookie à réaliser un triple-double avec des contres depuis David Robinson en 1990, ainsi que le premier joueur à le faire en NBA depuis Clint Capela en janvier 2021, mais aussi le cinquième joueur de l'histoire de la NBA à compiler au moins 25 points, 10 rebonds, 10 contres et 5 passes décisives sur une seule rencontre (les quatre autres étant les Hall of Famers Kareem Abdul-Jabbar, Hakeem Olajuwon, Ralph Sampson et David Robinson). Le 23 février, au lendemain d'une rencontre où il manque d'enregistrer son premier « five-by-five » à une passe décisive près, il en enregistre un face aux Lakers de Los Angeles : il termine cette rencontre avec 27 points, 10 rebonds, 8 passes décisives, 5 interceptions et 5 contres. Il s'agit du premier five-by-five enregistré en NBA depuis celui de Jusuf Nurkić en 2019 et il devient le plus jeune joueur à réaliser cette performance. Victor Wembanyama est nommé rookie du mois en février 2024 de la conférence Ouest,. En février, il est par ailleurs le premier joueur de l'histoire de la NBA à au moins intercepter deux ballons, réaliser trois contres et inscrire deux paniers à trois points en moyenne sur un mois entier.
Le 4 mars 2024, après deux victoires respectives contre le Thunder d'Oklahoma City et les Pacers de l'Indiana, il devient le premier rookie de l'histoire de la NBA à réaliser deux matchs consécutifs avec au moins 25 points inscrits, 10 rebonds pris, 5 passes décisives délivrées et 5 contres effectués. Le 18 mars, il marque 33 points, capte 15 rebonds, délivre 7 passes décisives et effectue 7 contres dans une victoire des Spurs contre les Nets de Brooklyn. C'est seulement le quatrième joueur de l'histoire de la NBA à réaliser au moins une telle performance après Kareem Abdul-Jabbar, Charles Barkley et Joel Embiid. Victor Wembanyama établit un nouveau record en carrière avec 40 points marqués le 29 mars, dans une victoire en prolongation face aux Knicks de New York. Il est le premier rookie à enregistrer un match avec au moins 40 points inscrits et au moins 20 rebonds pris depuis Shaquille O'Neal en 1993. Wembanyama est nommé rookie du mois en mars 2024 de la conférence Ouest,.
Le 2 avril, face aux champions en titre, les Nuggets de Denver, il s'approche d'un quadruple-double avec 23 points (9 sur 29 aux tirs), 15 rebonds, 9 contres et 8 passes décisives. Dès 2023-2024, Victor Wembanyama devient le premier joueur de l'histoire de la ligue américaine à marquer plus de 1 500 points, contrer plus de 250 tirs et inscrire plus de 100 paniers à trois points sur une seule saison, preuve de son profil polyvalent encore jamais vu.
Il termine sa première saison en NBA avec les Spurs de San Antonio à 21,4 points en moyenne par match, 10,6 rebonds, 3,9 passes et 1,2 interception. Avec 3,6 contres en moyenne, il finit meilleur contreur de l'exercice 2023-2024. Dans la lignée de Tim Duncan et David Robinson, anciens premiers choix de draft des Spurs, il obtient la distinction de NBA Rookie of the Yeardevant Chet Holmgren et Brandon Miller qui complètent le podium. Wembanyama devient également le 6e joueur de l'histoire à obtenir ce titre à l'unanimité. Il termine par ailleurs deuxième du classement pour le titre de défenseur de l'année, derrière son compatriote Rudy Gobert. Quelques jours plus tard, il est nommé dans la NBA All-Rookie First Team puis dans la NBA All-Defensive First Team de la saison 2023-2024. C'est la première fois qu'un rookie fait partie d'une NBA All-Defensive First Team, cinq autres débutants dans la ligue ayant déjà été nommés dans une NBA All-Defensive Second Team et le dernier en date étant Tim Duncan en 1998. Victor Wembanyama devient en parallèle le plus jeune joueur de l'histoire à intégrer une équipe NBA All-Defensive.

#### Saison 2024-2025
Après une première saison réussie et une intersaison marquée par sa médaille d'argent aux Jeux olympiques de Paris 2024, Wembanyama est très attendu pour sa deuxième saison. Il débute néanmoins cette saison de manière inégale, notamment en réalisant le 31 octobre un five-by-five face au Jazz de l'Utah au lendemain de sa pire soirée au nombre de points marqués en carrière avec seulement six points marqués face au Thunder ; il devient alors le 3e joueur de NBA à réaliser plus d'un five-by-five durant sa carrière, et le deuxième, après Hakeem Olajuwon, à les combiner avec au moins 25 points inscrits. Il est également devenu le premier joueur de l'histoire de la NBA à avoir plusieurs matchs avec plus de 20 points, plus de 15 rebonds, plus de 5 paniers à trois points et plus de 5 contres. Le 13 novembre, Wembanyama marque 50 points, son meilleur total en carrière, dont huit paniers à trois points, également son meilleur total en carrière, lors d'une victoire 139-130 contre les Wizards. À 20 ans et 314 jours, il est également devenu le quatrième plus jeune joueur à marquer 50 points ou plus dans un match NBA, ainsi que le premier joueur de l'histoire de la ligue avec 20 paniers à trois points inscrits et 13 contres réalisés en trois matchs consécutifs.
Le 22 décembre 2024, lors d'une victoire contre les Trail Blazers de Portland, il devient le sixième joueur de l'histoire de la NBA à marquer 30 points et réaliser 10 contres lors d'un match NBA, et rejoint, entre autres, Hakeem Olajuwon, David Robinson et Kareem Abdul-Jabbar. Par ailleurs, durant la même rencontre, il bat également le record de franchise des Spurs de San Antonio en enregistrant un 62e match consécutif avec au moins un contre effectué. Il devient aussi le seul joueur à réaliser 10 contres et inscrire au moins 4 paniers à trois points lors d'un même match NBA. Le 25 décembre 2024, grâce à une performance historique durant son premier match de Noël, contre les Knicks de New York, il devient le premier joueur de l'histoire de la NBA à marquer 40 points, en inscrivant au moins 5 paniers à trois points, prenant 15 rebonds et effectuant 4 contres lors d'une rencontre.
Le 20 février 2025, les Spurs de San Antonio annoncent que Victor Wembanyama souffre d'une thrombose veineuse profonde à l'épaule droite,. Cette maladie, découverte lorsque Wembanyama est rentré à San Antonio après le All-Star Game à San Francisco, l'oblige à manquer le reste de la saison régulière 2024-2025,. De facto, il est inéligible aux distinctions personnelles en raison des nouvelles réglementations de la NBA qui fixent à 65 le nombre minimum de matches joués pour être éligible,. Il doit déclarer forfait pour le championnat d'Europe, mais profite de sa convalescence pour découvrir de nouvelles disciplines comme le kung-fu lors d'un séjour dans un monastère Shaolin à Zhengzhou.

### Équipe de France

#### Sélections de jeunes
En août 2019, Victor Wembanyama participe à l'Euro U16 à Udine en Italie où il termine avec la médaille d'argent. En quarts-de-finale, il compile 12 points, 21 rebonds et 8 contres, pour permettre à son équipe de rejoindre le dernier carré de la compétition. L'équipe de France élimine l'Italie en demi-finale (73-56), match au cours duquel il est dominant (13 rebonds et 5 passes décisives). L'équipe de France s'incline face à l'Espagne en finale (70-61), avec 7 points, 12 rebonds et 5 contres de Victor Wembanyama.
Victor Wembanyama est élu dans le meilleur 5 de la compétition, avec la quatrième meilleure évaluation moyenne de la compétition (19,6), et 9 points, 9,6 rebonds, 1,4 passe décisive et 5,3 contres de moyenne, aux côtés de Juan Núñez, Adem Bona, Rubén Domínguez (en) et Matteo Spagnolo.
Il participe à la Coupe du monde des 19 ans et moins 2021 avec la France, une compétition où la plupart des joueurs ont deux ans de plus que lui. La France s'incline en finale, de deux points, face aux États-Unis (83-81). Victor Wembanyama est nommé dans le cinq majeur de la compétition avec le MVP américain Chet Holmgren, son compatriote Jaden Ivey, le Canadien Zach Edey et le Serbe Nikola Jović.

#### Sénior

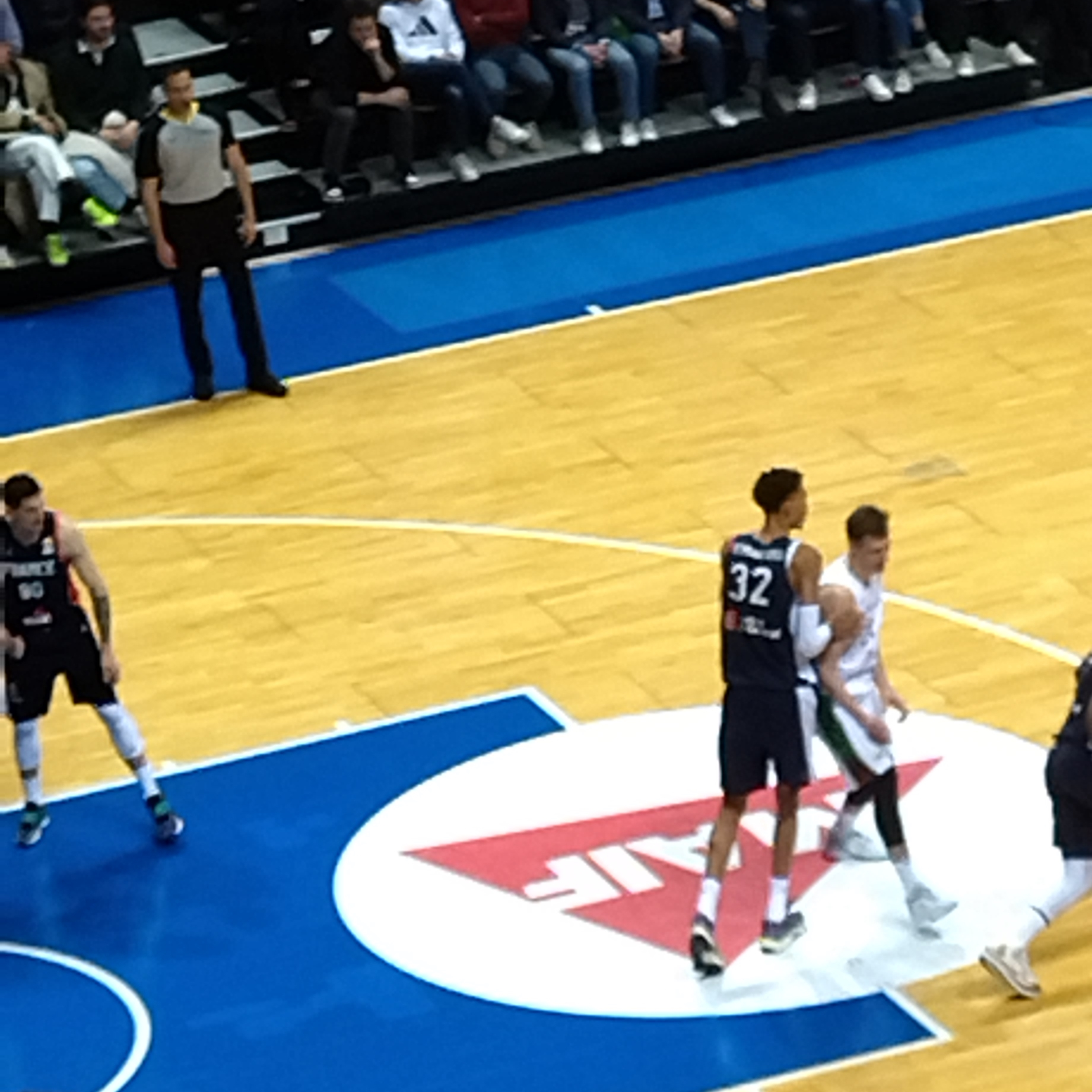
Victor Wembanyama (n°32) contre la Lituanie en février 2023.

Le 7 juillet 2022, il est appelé par Vincent Collet pour disputer la préparation de l'EuroBasket 2022. Il doit finalement déclarer forfait en raison d'une blessure. Victor Wembanyama est de nouveau appelé par Vincent Collet en octobre 2022 pour des rencontres qualificatives pour la Coupe du monde 2023. Il honore sa première sélection dans une victoire face à la Lituanie. Il inscrit 20 points et prend 9 rebonds.
Le 23 février 2023, contre la Tchéquie et seulement lors de sa troisième sélection en équipe de France sénior, il égale le record de rebonds captés par un joueur tricolore lors d'une rencontre avec 17 prises. Cette marque avait déjà été atteinte par Rudy Gobert lors d'une victoire en prolongation contre la Turquie lors de l'EuroBasket 2022. Par ailleurs, durant ce match, il inscrit aussi 22 points, contre 6 ballons adverses et réalise 4 interceptions en moins de 30 minutes de jeu. Le 26 juin 2023, il annonce qu'il ne participera pas à la Coupe du monde 2023 pour se concentrer sur sa première saison en NBA avec les Spurs de San Antonio.

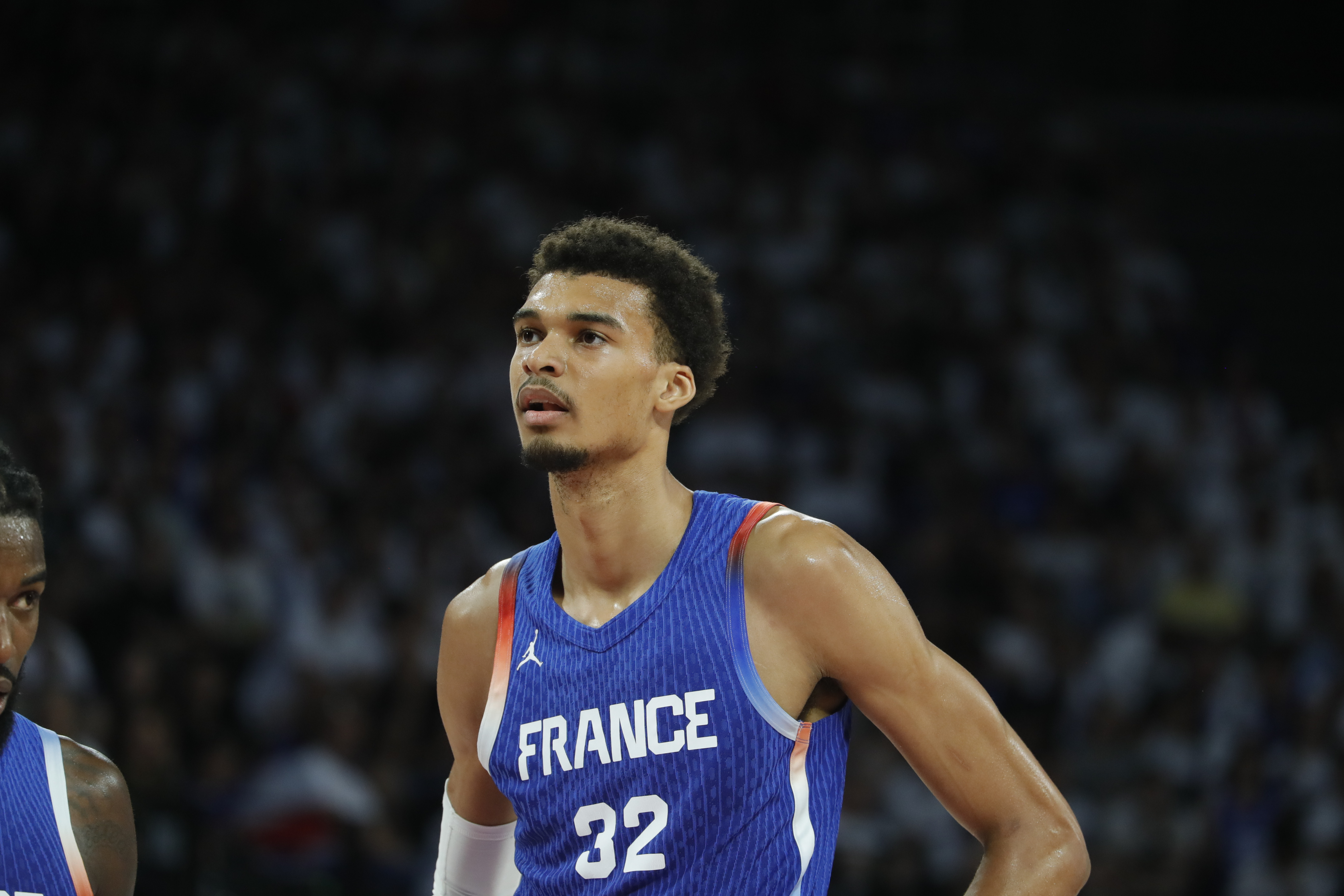
Victor Wembanyama en juillet 2024 face à la Serbie lors d'un match de préparation aux Jeux olympiques.

Un an plus tard, Victor Wembanyama est retenu par le sélectionneur Vincent Collet dans le groupe France qui dispute, à domicile, le tournoi olympique lors des Jeux de Paris 2024. Les Français débutent la compétition par deux succès difficiles contre le Brésil (78-66) et le Japon (94-90) avant une défaite face aux champions du monde allemands (71-85) terminant deuxièmes de leur poule au premier tour. En quart-de-finale, ils s'imposent contre le Canada (82-73) puis se qualifient de peu en finale en prenant leur revanche face à l'Allemagne (73-69). Opposés en finale aux États-Unis, grandissimes favoris pour la médaille d'or, les Bleus rivalisent jusqu'à la fin du dernier quart-temps avant de finalement s'incliner (87-98). Wembanyama signe sa meilleure performance avec 26 points inscrits. Il est également désigné meilleur jeune du tournoi et figure dans le cinq majeur en compagnie des Américains Stephen Curry et LeBron James, de l'Allemand Dennis Schröder et du Serbe Nikola Jokić.

## Style de jeu
Victor Wembanyama se distingue par ce qu'il parvient à réussir « en termes de technicité, d'agilité, de mobilité en lien avec son physique hors normes », selon Vincent Collet, son entraîneur en club (2022-2023) et sélection nationale. Grâce à une taille de 2,21 m et une envergure de 2,43 m, il est l'un des joueurs les plus grands au monde. En défense, ses mensurations dissuadent les attaquants adverses et, grâce à un très bon sens du rythme, il est une menace au contre.
En attaque, Victor Wembanyama profite de ses diverses qualités physiques et de son excellente mécanique de tir pour être dominant. En évoluant souvent loin du panier car il peut également porter la balle, et face à des adversaires généralement bien plus petits, de nombreuses situations lui sont favorables au cours des matchs. Ainsi, il peut donc dominer son vis-à-vis dans la raquette ou jouer au large face à des adversaires moins grands ou moins mobiles, ce qui lui offre un grand éventail de possibilités pour faire la différence.

## Palmarès et distinctions individuelles

### En équipe de France

#### Séniors
- Médaille d'argent aux Jeux olympiques 2024 à Paris.
- Élu dans le cinq majeur et meilleur jeune joueur des Jeux olympiques 2024[118].

#### Jeunes
- Médaille d'argent du championnat d'Europe des moins de 16 ans 2019 et élu dans le 5 majeur de la compétition.
- Médaille d’argent de la coupe du monde des moins de 19 ans en 2021 et élu dans le 5 majeur de la compétition.

### En club
Nanterre 92 :
- Meilleur contreur du championnat de France : 2021.
- Élu meilleur espoir du championnat de France : 2021.

 ASVEL :
- Sélection pour le All-Star Game LNB 2021.
- Élu meilleur espoir du championnat de France : 2022.
- Champion de France : 2022.

 Metropolitans 92 :
- Sélection pour le All-Star Game LNB 2022.
- Vainqueur et élu MVP du All-Star Game LNB 2022.
- Élu joueur du mois du championnat de France : novembre 2022, mars et mai 2023.
- Meilleur marqueur, rebondeur, contreur et à l'évaluation du championnat de France : 2023.
- Élu dans le 5 majeur du championnat de France : 2023.
- Élu meilleur espoir du championnat de France : 2023.
- Élu meilleur défenseur du championnat de France : 2023.
- Élu meilleur joueur du championnat de France : 2023.
- Vice-champion de France : 2023.
- Vainqueur du Trophée Alain-Gilles 2023 (meilleur basketteur français de l'année)[119]

 Spurs de San Antonio :
- Sélection pour le Rising Stars Challenge et le Skills Challenge lors des NBA All-Star Week-end 2024 et 2025.
- Élu rookie du mois de la Conférence Ouest en janvier, février et mars 2024.
- Meilleur contreur de NBA : 2023-2024 (254).
- Élu NBA Rookie of the Year de la saison 2023-2024.
- Second au classement du NBA Defensive Player of the Year de la saison 2023-2024.
- Nommé dans la NBA All-Rookie First Team de la saison 2023-2024.
- Nommé dans la NBA All-Defensive First Team de la saison 2023-2024.
- Élu défenseur du mois de la Conférence Ouest en octobre/novembre de la saison 2024-2025[120].
- Élu joueur de la semaine de la Conférence Ouest pour la semaine du 16 au 22 décembre 2024[121].
- Sélection au NBA All-Star Game en 2025.

### Hors basket-ball
- Forbes 30 Under 30 en 2023[122].

## Statistiques

### En Espoirs
Les statistiques de Victor Wembanyama au sein du championnat Espoirs Pro A sont les suivantes :
| Leader de la compétition sur la saison dans la catégorie statistique |

| Saison    | Équipe      | Matchs | 5 Dép. | Minutes | % Tirs | % 3pts | % LF | Rbds/m | PassD/m | Int/m | Ctrs/m | Pts/m |
| --------- | ----------- | ------ | ------ | ------- | ------ | ------ | ---- | ------ | ------- | ----- | ------ | ----- |
| 2019-2020 | Nanterre 92 | 13     | 3      | 20,1    | 52,4   | 28,1   | 70,0 | 4,80   | 0,80    | 0,50  | 3,30   | 10,20 |
| 2020-2021 | Nanterre 92 | 5      | 5      | 25,6    | 39,1   | 10,0   | 73,3 | 8,60   | 1,40    | 1,80  | 3,20   | 13,40 |
| Carrière  | Carrière    | 18     | 8      | 21,5    | 47,1   | 21,2   | 71,4 | 5,90   | 1,00    | 0,80  | 3,30   | 11,10 |

### En Nationale 1
Les statistiques de Victor Wembanyama en Nationale 1 sont les suivantes :
| Saison    | Équipe      | Matchs | 5 Dép. | Minutes | % Tirs | % 3pts | % LF  | Rbds/m | PassD/m | Int/m | Ctrs/m | Pts/m |
| --------- | ----------- | ------ | ------ | ------- | ------ | ------ | ----- | ------ | ------- | ----- | ------ | ----- |
| 2020-2021 | Pôle France | 4      | 4      | 25,5    | 37,7   | 15,8   | 100,0 | 6,80   | 1,30    | 0,50  | 3,00   | 11,80 |

### En professionnel

#### En NBA

##### Saison régulière
Mise à jour le 14 avril 2024.
Les statistiques de Victor Wembanyama en saison régulière de NBA sont les suivantes :
| Leader de la compétition sur la saison dans la catégorie statistique | Recrue/rookie de la saison |

gras = ses meilleures performances
| Saison                 | Équipe                 | Matchs | 5 Dép. | Minutes | % Tirs | % 3pts | % LF  | Rbds/m | PassD/m | Int/m | Ctrs/m | Pts/m |
| ---------------------- | ---------------------- | ------ | ------ | ------- | ------ | ------ | ----- | ------ | ------- | ----- | ------ | ----- |
| 2023-2024              | San Antonio            | 71     | 71     | 29,7    | 46,5   | 32,5   | 79,6  | 10,60  | 3,90    | 1,20  | 3,60   | 21,40 |
| 2024-2025              | San Antonio            | 46     | 46     | 33,2    | 47,6   | 35,2   | 83,6  | 11,00  | 3,70    | 1,10  | 3,80   | 24,30 |
| Carrière               | Carrière               | 117    | 117    | 31,1    | 46,9   | 33,9   | 80,9  | 10,80  | 3,80    | 1,20  | 3,70   | 22,50 |
| Rising Stars Challenge | Rising Stars Challenge | 1      | 1      | 11,6    | 83,3   | —      | 100,0 | 7,00   | 1,00    | 1,00  | 2,00   | 11,00 |
| All-Star Game          | All-Star Game          | 1      | 0      | 13,9    | 72,7   | 33,3   | –     | 7,00   | 0,00    | 1,00  | 2,00   | 17,00 |

#### En France

##### Saison régulière
Mise à jour le 18 mai 2023.
Les statistiques de Victor Wembanyama en saison régulière du championnat de France sont les suivantes :
| Champion de France | MVP, meilleur espoir et meilleur défenseur | Meilleur espoir | Leader de la compétition sur la saison dans la catégorie statistique |

gras = ses meilleures performances
| Saison        | Équipe            | Matchs | 5 Dép. | Minutes | % Tirs | % 3pts | % LF  | Rbds/m | PassD/m | Int/m | Ctrs/m | Pts/m |
| ------------- | ----------------- | ------ | ------ | ------- | ------ | ------ | ----- | ------ | ------- | ----- | ------ | ----- |
| 2020-2021     | Nanterre 92       | 18     | 10     | 16,9    | 44,3   | 36,4   | 68,4  | 4,70   | 0,80    | 0,20  | 1,90   | 6,80  |
| 2021-2022     | Lyon-Villeurbanne | 16     | 10     | 18,4    | 47,3   | 26,0   | 70,0  | 5,10   | 0,80    | 0,90  | 1,80   | 9,40  |
| 2022-2023     | Metropolitans 92  | 34     | 34     | 32,1    | 47,0   | 27,5   | 82,8  | 10,40  | 2,40    | 0,70  | 3,00   | 21,60 |
| Carrière      | Carrière          | 68     | 54     | 24,9    | 46,7   | 28,7   | 80,7  | 7,70   | 1,60    | 0,60  | 2,40   | 14,80 |
| All-Star Game | All-Star Game     | 1      | 1      | 27,5    | 48,0   | 11,1   | 100,0 | 12,00  | 4,00    | 3,00  | 2,00   | 27,00 |

##### Playoffs
Les statistiques de Victor Wembanyama en playoffs du championnat de France sont les suivantes :
| Année     | Équipe            | Matchs | 5 Dép. | Minutes | % Tirs | % 3pts | % LF | Rbds/m | PassD/m | Int/m | Ctrs/m | Pts/m |
| --------- | ----------------- | ------ | ------ | ------- | ------ | ------ | ---- | ------ | ------- | ----- | ------ | ----- |
| 2021-2022 | Lyon-Villeurbanne | 4      | 1      | 13,0    | 33,3   | 25,0   | 66,7 | 1,80   | 0,30    | 0,30  | 1,00   | 3,50  |
| 2022-2023 | Metropolitans 92  | 10     | 10     | 32,6    | 46,7   | 25,0   | 80,9 | 9,20   | 2,70    | 1,00  | 2,70   | 17,30 |
| Carrière  | Carrière          | 14     | 11     | 27,0    | 45,4   | 25,0   | 80,0 | 7,10   | 2,00    | 0,80  | 2,20   | 13,40 |

##### Coupe de France
Les statistiques de Victor Wembanyama en Coupe de France sont les suivantes :
| Année     | Équipe            | Matchs | 5 Dép. | Minutes | % Tirs | % 3pts | % LF | Rbds/m | PassD/m | Int/m | Ctrs/m | Pts/m |
| --------- | ----------------- | ------ | ------ | ------- | ------ | ------ | ---- | ------ | ------- | ----- | ------ | ----- |
| 2021-2022 | Lyon-Villeurbanne | 1      | 0      | 24,0    | 50,0   | 50,0   | -    | 9,00   | 2,00    | 1,00  | 1,00   | 10,00 |
| 2022-2023 | Metropolitans 92  | 1      | 1      | 26,0    | 40,0   | 0,0    | 83,3 | 11,00  | 2,00    | 1,00  | 5,00   | 13,00 |
| Carrière  | Carrière          | 2      | 1      | 25,0    | 44,4   | 28,6   | 83,3 | 10,00  | 2,00    | 1,00  | 3,00   | 11,50 |

#### En Coupes d'Europe

##### EuroCoupe
Les statistiques de Victor Wembanyama en EuroCoupe sont les suivantes :
| Saison    | Équipe      | Matchs | 5 Dép. | Minutes | % Tirs | % 3pts | % LF | Rbds/m | PassD/m | Int/m | Ctrs/m | Pts/m |
| --------- | ----------- | ------ | ------ | ------- | ------ | ------ | ---- | ------ | ------- | ----- | ------ | ----- |
| 2019-2020 | Nanterre 92 | 2      | 0      | 1,5     | -      | -      | -    | 0,00   | 0,00    | 0,00  | 0,00   | 0,00  |
| 2020-2021 | Nanterre 92 | 4      | 0      | 8,3     | 33,3   | 50,0   | -    | 2,30   | 0,50    | 0,00  | 1,00   | 1,30  |
| Carrière  | Carrière    | 6      | 0      | 6,0     | 33,3   | 50,0   | -    | 1,50   | 0,30    | 0,00  | 0,70   | 0,80  |

##### EuroLigue
Les statistiques de Victor Wembanyama en EuroLigue sont les suivantes :
| Leader de la compétition sur la saison dans la catégorie statistique |

| Saison    | Équipe            | Matchs | 5 Dép. | Minutes | % Tirs | % 3pts | % LF | Rbds/m | PassD/m | Int/m | Ctrs/m | Pts/m |
| --------- | ----------------- | ------ | ------ | ------- | ------ | ------ | ---- | ------ | ------- | ----- | ------ | ----- |
| 2021-2022 | Lyon-Villeurbanne | 13     | 10     | 17,5    | 34,8   | 30,3   | 66,7 | 3,80   | 0,50    | 0,40  | 1,90   | 6,50  |

#### En équipes de France

##### U16
Les statistiques de Victor Wembanyama au championnat d'Europe des moins de 16 ans sont les suivantes :
| Leader de la compétition sur l'édition dans la catégorie statistique |

| Saison | Équipe | Matchs | 5 Dép. | Minutes | % Tirs | % 3pts | % LF | Rbds/m | PassD/m | Int/m | Ctrs/m | Pts/m |
| ------ | ------ | ------ | ------ | ------- | ------ | ------ | ---- | ------ | ------- | ----- | ------ | ----- |
| 2019   | France | 7      | 2      | 23,1    | 50,0   | 16,7   | 57,1 | 9,60   | 1,40    | 1,30  | 5,30   | 9,00  |

##### U19
Les statistiques de Victor Wembanyama à la Coupe du monde des moins de 19 ans sont les suivantes :
| Leader de la compétition sur l'édition dans la catégorie statistique |

| Saison | Équipe | Matchs | 5 Dép. | Minutes | % Tirs | % 3pts | % LF | Rbds/m | PassD/m | Int/m | Ctrs/m | Pts/m |
| ------ | ------ | ------ | ------ | ------- | ------ | ------ | ---- | ------ | ------- | ----- | ------ | ----- |
| 2021   | France | 7      | 6      | 22,3    | 45,8   | 18,2   | 78,3 | 7,40   | 1,40    | 0,60  | 5,70   | 14,00 |

### Compétition internationale
Statistiques en compétition internationale de Victor Wembanyama au 12 août 2024
| Saison   | Équipe   | Matchs | Titul. | Min./m | % Tir | % 3pts | % LF | Rbds/m. | Pass/m. | Int/m. | Ctr/m. | Pts/m. |
| -------- | -------- | ------ | ------ | ------ | ----- | ------ | ---- | ------- | ------- | ------ | ------ | ------ |
| JO 2024  | France   | 6      | 6      | 29,6   | 42,2  | 28,9   | 63,6 | 9,7     | 3,3     | 2,0    | 1,6    | 15,8   |
| Carrière | Carrière | 6      | 6      | 29,6   | 42,2  | 28,9   | 63,6 | 9,7     | 3,3     | 2,0    | 1,6    | 15,8   |

## Records sur une rencontre en NBA
Les records personnels de Victor Wembanyama en NBA sont les suivants, :
| Type de statistique         | Saison régulière | Saison régulière        | Saison régulière |
| Type de statistique         | Record           | Adversaire              | Date             |
| --------------------------- | ---------------- | ----------------------- | ---------------- |
| Points                      | 50               | Wizards de Washington   | 13 novembre 2024 |
| Paniers marqués             | 18               | Wizards de Washington   | 13 novembre 2024 |
| Paniers tentés              | 31               | @Knicks de New York     | 25 décembre 2024 |
| Paniers à 3 points réussis  | 8                | Wizards de Washington   | 13 novembre 2024 |
| Paniers à 3 points tentés   | 16               | 2 fois                  | 2 fois           |
| Lancers francs réussis      | 11               | @ 76ers de Philadelphie | 22 janvier 2024  |
| Lancers francs tentés       | 12               | 3 fois                  | 3 fois           |
| Rebonds offensifs           | 7                | Bulls de Chicago        | 8 décembre 2023  |
| Rebonds défensifs           | 23               | Nuggets de Denver       | 4 janvier 2025   |
| Rebonds totaux              | 23               | Nuggets de Denver       | 4 janvier 2025   |
| Passes décisives            | 11               | @ Kings de Sacramento   | 2 décembre 2024  |
| Interceptions               | 6                | @ Nuggets de Denver     | 26 novembre 2023 |
| Contres                     | 10               | 2 fois                  | 2 fois           |
| Balles perdues              | 9                | 76ers de Philadelphie   | 7 avril 2024     |
| Minutes jouées              | 43               | 76ers de Philadelphie   | 7 avril 2024     |
| Impact sur le terrain (FIC) | 40,25            | Knicks de New York      | 29 mars 2024     |

- Double-double : 71
- Triple-double : 3

- Five-by-five : 2

Dernière mise à jour : 12 février 2025

## Salaires
Les salaires de Victor Wembanyama en NBA sont les suivants, :
| Saison    | Équipe               | Salaire      |
| --------- | -------------------- | ------------ |
| 2023-2024 | Spurs de San Antonio | 12 160 632 $ |
| 2024-2025 | Spurs de San Antonio | 12 768 664 $ |
| 2025-2026 | Spurs de San Antonio | 13 376 695 $ |
| 2026-2027 | Spurs de San Antonio | 16 868 013 $ |
| 2027-2028 | Spurs de San Antonio | 23 615 218 $ |
| Total     |                      | 78 789 222 $ |

Son agent est Bouna Ndiaye (Comsport).

## Décorations
- Chevalier de l'ordre national du Mérite (2024)[137]